# Samo Uhan
Samo Uhan, slovenski sociolog, * 1963, Trbovlje.
Uhan je raziskovalec in redni profesor na Fakulteti za družbene vede v Ljubljani. V svojih delih se ukvarja predvsem s proučevanjem metodologije pri družboslovnem raziskovanju, prav tako pa njegova dela vsebujejo tematike državljanstva, vrednot in varnosti. Med njegova najpomembnejša dela štejejo Prava in neprava mnenja: vpliv konteksta v raziskovanju javnega mnenja (1998), Državljanstvo brez meja? (2007) (v soavtorstvu s Tomažem Deželanom, Danico Fink-Hafner in Mitjem Hafner-Fink) ter Misliti metodo: kvalitativna metodologija med teorijo in izkušnjo (2011). Poznan je tudi po večletnem sodelovanju pri raziskavah javnega mnenja SJM (Slovensko javno mnenje) in po delu v Slovenskem sociološkem društvu, ki mu je predsedoval med letoma 2007 in 2010. Leta 2012 je bil s sklepom državne komisije imenovan za člana Državne predmetne komisije za sociologijo za splošno maturo.

## Življenje
Odrašča je v Trbovljah, kjer je leta 1978 dokončal osnovno šolo. Srednjo šolo je končal na gimnaziji Ledina v Ljubljani, zatem pa je moral na služenje obveznega vojaškega roka. Po vrnitvi se je leta 1984 vpisal na Fakulteto za družbene vede in tam leta 1989 diplomiral s temo »Spodletelo srečanje ali poskus kritične obravnave levega revizionizma v Freudovi teoriji«. Po diplomi se je na fakulteti zaposlil kot mladi raziskovalec na Centru za raziskovanje javnega mnenja in množičnih komunikacij. Hkrati je vpisal tudi magistrski študij in leta 1993 magistriral na temo »Javno mnenje kot socialno-psihološki pojav«. Doktoriral je leta 1997 s temo »Vplivi konteksta v raziskovanju javnega mnenja«. V času študija je bil aktivni član študentskega Antropološkega društva na FDV. Na Fakulteti za družbene vede se je zaposlil leta 1eta 1990, najprej kot mladi raziskovalec na Centru za raziskovanje javnega mnenja in množičnih komunikacij, 1996 pa tudi kot raziskovalec. 

Samo Uhan ima trenutno status izrednega profesorja in na dodiplomski stopnji predava predmete "Evropska stališča in vrednote", "Kvalitativno raziskovanje" in "Sociološko raziskovanje", na podiplomski stopnji pa »Raziskovalni seminar« na programu Komunikologija in »Raziskovalni seminar« na programu Evropske študije.  V okviru Centra za raziskovanje javnega mnenja že leta sodeluje pri raziskavi SJM, kot raziskovalec pa je vključen tudi v mnoge mednarodne raziskovalne projekte. Med najpomembnejše sodijo: ESS (European Social Survey), ki je splošna evropska družboslovna anketa, ISSP (International Social Survey Program) ali mednarodna splošna družboslovna anketa, EVS (European Values Survey) ali Evropska raziskava vrednot, WVS (World Values Survey) ali Svetovna raziskava vrednot in EQLS (European Quality of Life Suvey), ki proučuje kvaliteto življenja v evropskih državah. V okviru Slovenskega sociološkega društva sodeluje tudi v nekaterih raziskovalnih sekcijah Evropskega sociološkega združenja ESA (European Sociological Association) in Mednarodnega sociološkega združenja ISA (International Sociological Association). Med letoma 2007 in 2010 je bil tudi predsednik Slovenskega sociološkega društva. Leta 2005 je v okviru ekipe, ki je ustvarjala raziskavo ESS, prejel Descartovo nagrado, ki se podeljuje za odlične dosežke na evropskem znanstvenem področju.

## Delo
Uhan se v svojih delih posveča predvsem proučevanju metodologije, skozi leta pa je proučeval tudi druge tematike kot je koncept državljanstva, politika, vrednote, religija, ateizem in proučevanje javnega mnenja. V zadnjem času se je v kooperaciji z obramboslovci posvečal tudi varnosti oziroma evakuaciji v primeru nesreče v Nuklearni elektrarni Krško. Izsledke raziskovalnih projektov je objavljal tako v domačih kot tujih znanstvenih in strokovnih revijah Družboslovne razprave, Teorija in praksa, Razgledi, Zdravstveno varstvo, Parlamentarec, Quality and Quantity, Innovation, Central european political science review, Collegium antropologicum, International Journal of Disaster Risk, Medijska istraživanja in Reduction. Njegova bibliografija v Cobissu vsebuje 317 vnosov samostojnih ali skupnih raziskav, člankov, poročil, monografij, poglavij v zbornikih ter raznih drugih akademskih prispevkov. 
V znanstveni monografiji Prava in neprava mnenja: vpliv konteksta v raziskovanju javnega mnenja (1998) se ukvarja z novejšimi spoznanji v družboslovni metodologiji, ki se pojavljajo pod oznako »refleksivna metodologija«. Leta 2002 je v soavtorstvu (skupaj z V. Potočnik, S. Flere, M. Smrke, S. Dragoš in N. Toš) izdal monografijo Podobe o cerkvi in religiji (na Slovenskem v 90-ih), v katerih se ukvarja z religioznostjo Slovenk in Slovencev v primerjavi z drugimi narodi, o katoliški cerkvi v zavesti Slovencev, o religioznosti in politiki in podobno. Monografija Državljanstvo brez meja (2007) (v soavtorstvu s Tomažem Deželanom, Danico Fink-Hafner in Mitjem Hafnerjem-Finkom) poleg historično-razvojnega pogleda na opredeljevanje državljanstva prinaša tudi mednarodno primerjalni pogled na podlagi podatkov raziskave The International Social Survey Programme (ISSP 2004) - Citizenship Module, ki pomaga razumeti slovenske izkušnje v primerjavi z drugimi na sodobnem svetovnem zemljevidu državljanskih norm, (samo)zaznav kompetenc državljanov in njihovega odnosa do političnosti. Leta 2012 je izdal monografijo Spoznavni in zaznavni vidiki evakuacije ob jedrski nesreči, ki predstavlja rezultate javnomnenjske raziskave in intervjujev o pripravljenosti prebivalstva, ustanov in podjetij na evakuacijo v primeru jedrske nesreče v Nuklearni elektrarni Krško.

## Čas predsedovanju SSD
Samo Uhan je Slovensko sociološko društvo (SSD) vodil med letoma 2007 in 2010. Društvo se je v tem času veliko ukvarjalo z globalno ekonomsko krizo in proučevala vzroke ter možne rešitve. Organizirali so tri sociološka srečanja in sicer »Družba in vrednote« leta 2008, »Globalna kriza: razkroj ali priložnost za razvoj?« leta 2009 in srečanje z naslovom »Družba, kriza, razvoj« leta 2010.